# Green Eagles Football Club
Le Green Eagles Football Club, plus couramment abrégé en Green Eagles, est un club zambien de football fondé en 2002 et basé dans la ville de Choma. 

## Histoire
Le club est fondé en 2002, en 2008 il accède la première fois en Premier League de Zambie, mais ne restera qu'une saison en finissant à la dernière place il est relégué. En 2011, le club est de nouveau promu en première division et parviendra à se maintenir, mais sera de nouveau relégué en 2012. Il reviendra en 2014, et pourra se maintenir durablement, finissant en 2018 à la 4e place ce qui le qualifie pour la Coupe de la confédération.
Lors de la Coupe de la confédération 2018-2019, Green Eagles passe le tour préliminaire, mais chutera au premier tour contre les Algériens de Hussein Dey (0-0, 1-2).
En 2019, le club termine premier de son groupe mais sera battu en finale du championnat aux tirs au but, par ZESCO United, néanmoins cette performance qualifie le club pour la Ligue des Champions de la CAF.
En ligue des champions de la CAF 2019-2020, Green Eagles élimine Orlando Pirates au tour préliminaire, mais sera de nouveau éliminé au premier tour, par les Angolais de Primeiro de Agosto.
Lors de la saison 2019-2020, Green Eagles termine à la 3e place du championnat et se qualifie pour la Coupe de la confédération 2020-2021 où il sera de nouveau éliminé au premier tour.

## Personnalités du club

### Présidents du club
- Ramsey Chabala

### Entraîneurs du club
- Keagan Mumba (2008 - 2009)
- Frederick Mwanawasa Banda
- Aggrey Chiyangi (août 2022-déc. 2022)